# 日本株式会社
日本株式会社（にっぽんかぶしきがいしゃ、英語: Corporate Japan, Japan Inc.）とは、日本の国民経済を1つの会社に例えた論である。

## 概要
長期間に渡り日本が持続した、第二次世界大戦後の高度経済成長は、経済成長が戦後復興に由来する短期的なものと見なす者も少なくなかったこともあり、日本のみならず世界でもその要因を説明することに関心が注がれた。「日本株式会社」論はその分析の中で、アメリカ合衆国で提唱されるようになった概念である。
この概念の論者によれば、日本の経済は政官財が一体となって世界経済に対して良質な製品を輸出し続けており、さらに社会制度はこの経済体制の運営、維持に傾斜していて、教育制度は高等教育を受けた「日本株式会社」の「社員」を生み出し続けているという特徴が見出される。このような説明を背景に、日本経済は会社のように付加価値生産をしているとみなされ、この概念が用いられるようになった。
日本経済が世界的に存在感を強めた1980年代末には、エコノミックアニマルとすら呼ばれるようになり、経済優先の日本社会は独特（奇異）なものとみなされた。バブル景気はこの直後である。

## 日本株式会社論の系譜
「日本株式会社（ジャパン・インク）」という概念を最初に提唱したのは、「日本的経営」概念を提唱した経営学者ジェームズ・アベグレン（当時ボストン・コンサルティング・グループ日本支社長）とされる。アベグレンは著書『Business Strategies for Japan』（1970年）において、日本において日本国政府と企業が緊密な協調関係にあり、この関係が経済発展を促進したとする主張を行なった。従来日本国内で政官財の「癒着」と批判的に捉えられた現象を肯定的に評価するという発想の転換を行なったものだった。
1970年代初頭、日米貿易摩擦が深刻化する中で、脅威としても日本経済は認識されるようになった。そのため、日本には通常の市場経済原理とは異なる原理が存在しているのではないかという批判的な観点から、アメリカ合衆国商務省内で日本経済に関する調査が行なわれた。この報告書は『Japan: The Government-Business Relationship』として、1972年に公刊される。
報告書は国際通商局極東部長ユージン・カプラン（Eugene J. Kaplan）らを中心にまとめられたものだったが、情報収集と調査委託を受けたのはアベグレンとボストン・コンサルティング・グループだった。この報告書でも、日本経済の
1. 政府による計画と誘導
2. 政府と企業の相互作用

という協調関係が強調されることとなった。これら二つの書籍によって、「日本株式会社」論は広く知られることとなった。
その後も、日本株式会社論の衣鉢を継ぐ評論・研究は続き、1980年代初頭にはチャルマーズ・ジョンソンが通商産業省（のちの経済産業省）主導の産業政策が、高度経済成長に果した役割を重要視する研究を打ち出し、注目を集めた。さらにプラザ合意以後、日本経済が一段と世界での存在感を増し、米国との貿易摩擦を拡大させた1980年代末には、クライト・プレストウィッツ、ジェームズ・ファローズ、カレル・ヴァン・ウォルフレンなどによって、日本経済が極めて異質なシステムを持つとする日本異質論が展開されることとなった（なお大嶽秀夫は、前出のアメリカ合衆国商務省報告が、その後の著作群より高い研究水準にあったと評価している）。
バブル崩壊後は新自由主義・小さな政府論が全盛期を迎え、米国から批判された通産省の企業育成は衰退していった。

## 関連書籍
- James C. Abegglen, Business Strategies for Japan, (TBS Britannica, 1970).

ボストン・コンサルティング・グループ編『日本経営の探究――株式会社にっぽん』（東洋経済新報社, 1970年）
- Eugene J. Kaplan,(United States Department of Commerce ed.,) Japan: the Government-Business Relationship: a Guide for the American Businessman, (U.S. Government Printing Office, 1972).

中尾光昭訳『日本株式会社――米商務省報告』（毎日新聞社, 1972年）
大原進・吉田豊明訳『株式会社・日本――政府と産業界の親密な関係』（サイマル出版会, 1972年）
- 大嶽秀夫『高度成長期の政治学』（東京大学出版会, 1996年）

第8章「保守政権下の産業政策」を参照。